# Carcharocles chubutensis
Carcharocles Chubutensis('cá mập vinh quang của chubut'),là một loài đã tuyệt chủng của chi Carcharocles sinh sống thời oligence,miocen và kỷ nguyên pliocen,khoảng 28- 5 triệu năm trước loài này được coi là họ hàng của cá mập megalodon nổi tiếng,C.megalodon tuy nhiên như megalodon việc phân loại của hai loài vẫn bị tranh cãi tới ngày nay.

## Phân loại
như trường hợp của những con cá mập răng khổng lồ đã biết khác, chi của C.chubutensis vẫn còn tranh chấp, nhà tự nhiên học người thụy sĩ Louis Agassiz lần đầu tiên xác định loài cá mập này thuộc chi carcharodon vào năm 1843.năm 1906 Ameghino đã đổi tên con cá mập này thành C. chubutensis. năm 1964 nhà nghiên cứu cá mập,LS Gilkman đã nhận ra sự chuyển đổi từ Otodus obliquus sang C. auriculatusC.auriculatus.năm 1987 nhà nghiên cứu cá mập,H. Cappetta đã tổ chức lại loài - dòng dõi loài C.megalodon và đặt các loài có liên quan đến loài này trong chi Cacharocles.Cuối cùng Otodus obliquus hoàn chỉnh cho tiến trình C. megalodon trở nên rõ ràng và từ đó nhận được sự chấp nhận của nhiều nhà nghiên cứu cá mập.

## Kích Thước
Carcharocles Chubutensis lớn hơn Carcharocles angustidens.răng của Carcharocles Chubutensis có thể đạt chiều dài 130 mi -li -mét (13 cm)(5.1 in),theo phương pháp ước tính do Gottfried đề xuất tại ai,chỉ ra mẩu vật dài 12,2 mét (40 ft).

## Cổ sinh vật học
nghiên cứu cổ sinh vật học cho thấy loài này có thể thay đổi môi trường sống theo thời gian hoặc nó có đủ sự linh hoạt để chiếm giữ các môi trường khác nhau vào các thời điểm khác nhau.

### Chế độ ăn
Carcharocles chubutensis có khả năng là một loài săn mồi đỉnh cao và thường săn những con mồi là cá, rùa biển,Cetacean(cá voi) và sirenid

## Hóa thạch
cũng như các loài cá mập khác,loài này cũng được biết qua răng hóa thạch,do xương làm từ sụn nên các hóa thạch loài này được bảo quản rất tệ,mặc dù răng của C.chubutensis giống răng của C.megalodon.Chúng tương đối thon và cong hình vương miên.